# 乱れる
『乱れる』（みだれる）は、日本の映画。1964年1月15日に東宝の製作・配給で公開された。のちにテレビドラマ化もされた。

## 概要
監督は女性映画の名匠成瀬巳喜男である。脚本は、1963年に放送されたTBSの近鉄金曜劇場『しぐれ』を松山善三が書き直した。

## あらすじ
静岡県清水市で亡き夫の実家である森田屋酒店を切り盛りしている森田礼子（高峰秀子）。夫は結婚後すぐに出征して戦死し、今は義母のしず（三益愛子）、義弟の幸司（加山雄三）と暮らしながら、店の経営を一人で担っている。街にはスーパーマーケットの出店が続き、店は客を取られて経営が苦しくなっているが、、幸司は大学卒業後に就職した会社も転勤を嫌ってやめてしまい、その後は仕事に就かず、礼子から小遣いをもらっては遊び回っている。礼子は幸司に対して店を継いでくれるよう言うが、幸司はまともに答えようとしない。
ある日、幸司の姉である長女の久子（草笛光子）が店を訪れて礼子に縁談を持ちかけ、再婚したらどうかと勧めるが、礼子は自分には再婚する気持ちはない、ここでずっと暮らしていきたいと伝える。
一方、久子の夫である森園（北村和夫）は幸司と会い、酒屋をスーパーマーケットにする案を持ちかけてくるが、その際は礼子を重役にするべきだと考える幸司に対して森園は「自分が専務になる、礼子は事務職として雇えばいい」と延べ、幸司は不満を募らせる。
長女の久子と次女の孝子（白川由美）は母のしずに対して、この先のことを考えたら礼子には再婚してもらい、この家を出て行ってもらうのがいちばんいいと勧めるが、しずにとっては、これまで店を一人で支えてきた礼子を追い出すようなことは難しいことだった。
ある夜、幸司の暮らしぶりをとがめた礼子に対し、幸司は「実はずっと姉さんが好きだった。転勤せずに仕事をやめてここにいるのも姉さんのそばで暮らしたいからだ」と本心を伝える。礼子は驚き、そんなことは二度と言うなと幸司を叱る。
ただ一人の従業員だった川俣（西条康彦）が店を辞めたことをきっかけに、それまで遊んでばかりいた幸司は真面目に店の仕事を手伝うようになるが、あの夜以来二人の間柄はどこかぎくしゃくしている。耐えきれなくなった礼子はしず、久子、孝子の前で、「実は好きな人がいる、これからは自分の人生を歩みたいのでこの家を出ることにした」と嘘をつき、ひとまず山形県の新庄市にいる兄のところに行くと述べ、その日のうちに列車に乗って新庄に向かうが、幸司は礼子を追って同じ列車に乗り込んでいた。列車の中でともに過ごすうちに二人の間のわだかまりも解けていく。
礼子の提案で二人は新庄の手前の大石田駅で降り、バスで銀山温泉に向かう。しかしその夜、温泉旅館の一室で再び愛を告げる幸司に対し、あなたは明日の朝清水に帰れと告げ、幸司を拒絶する。幸司は旅館を飛び出し、街の居酒屋で酒を飲む。
翌朝、夜の間に崖から落ちて死んだ男の遺体が担架に乗せられ、街の通りを運ばれてくる。それが幸司だと知った礼子は走ってその後を追うのだった。

## スタッフ
- 監督：成瀬巳喜男
- 製作：成瀬巳喜男、藤本真澄
- 脚本：松山善三
- 撮影：安本淳
- 美術：中古智
- 録音：藤好昌生
- 照明：石井長四郎
- 音楽：斎藤一郎
- 整音：下永尚
- 編集：大井英史
- チーフ助監督：川西正純（クレジットでは監督助手）
- 製作担当者：黒田達雄
- 現像：キヌタ・ラボラトリー

## キャスト
- 酒屋「森田屋」の次男・森田幸司：加山雄三
- 長男の嫁・森田礼子：高峰秀子
- 母親・森田しず：三益愛子
- 長女・森田久子：草笛光子
- 次女・森田孝子：白川由美
- 賀谷食糧品店主人：柳谷寛
- 賀谷の妻・道子：中北千枝子
- 岡本薬局の主人：十朱久雄
- 久子の夫・森園：北村和夫
- スーパー「清水屋」店員・野溝：藤木悠
- 幸司の恋人：浜美枝
- 温泉場のおかみ：浦辺粂子（大映）
- 酒屋「森田屋」従業員・川俣：西条康彦
- 商店主：佐田豊
- スーパー「清水屋」店員：中山豊
- ホステス：矢吹寿子
- 警察署長：清水元
- スーパー「清水屋」店員：小川安三
- ：瓜生登代子
- ：大川秀子
- ：矢野陽子
- ：田辺和佳子
- ：清水由記
- ：紅恵美子
- 温泉場の番頭：勝本圭一郎（※）
- 商店主：中島春雄（※）
- 列車の乗客：生方壮児、榊田敬二、吉頂寺晃（※）

※はノンクレジット

## 同時上映
『喜劇 駅前女将』
- 脚本：長瀬喜伴／監督：佐伯幸三／主演：森繁久彌／東京映画作品。
- 『駅前シリーズ』第7作。なお成瀬作品とのカップリングは初。

## テレビドラマ

### 1965年版
1965年11月1日から1966年1月28日に、東海テレビの15分昼ドラマ枠で放送された。

#### キャスト
- 南田洋子
- 中山仁
- 吉川満子
- 川口知子

#### スタッフ
- 演出：平松敏男
- プロデューサー：出原弘之
- 脚本：寺田信義

### 1977年版
1977年3月7日から5月6日に、TBS「花王 愛の劇場」枠にて放送された。全45回。

#### キャスト
- 武原英子
- 速水亮
- 横内正
- 賀原夏子
- 久富惟晴
- 下條正巳
- 島田順司
- 梅田智美
- 嶋めぐみ
- 堀井永子
- 岩崎信忠
- 山崎成浩
- 河村祐三子
- 新橋耐子
- 奥野匡
- 山田禅二

#### スタッフ
- 原作：松山善三
- 脚本：浅川清道、田口耕三
- 監督：下村堯二、新津左兵、磯見忠彦
- 音楽：日暮雅信
- プロデューサー：前田満州夫（国際放映）、鈴野尚志（TBS）
- 制作：国際放映、TBS

#### 主題歌
- 「乱れる」（ビクターレコード）
  - 歌：篠ヒロコ
  - 作詞：吉田旺／作曲：中村泰士／編曲：馬飼野俊一